# Chặng đua MotoGP Tây Ban Nha
Chặng đua MotoGP Tây Ban Nha (tên chính thức Gran Premio de España) là một chặng đua thuộc giải đua xe MotoGP được tổ chức hàng năm (tính đến năm 2021) ở trường đua Circuito de Jerez-Ángel Nieto, Tây Ban Nha. Chặng đua này bao gồm ba thể thức là MotoGP, Moto2, Moto3.

## Lịch sử
Trước năm 1951, giải đua MotoGP Tây Ban Nha là một giải đua độc lập. Từ năm 1951, giải đua được sáp nhập và trở thành một chặng đua của giải đua MotoGP vô địch thế giới.
Trước đây thì chặng đua này từng được tổ chức ở trường đua là Montjuic circuit và Circuito de Jarama. Từ năm 1989 đến nay chặng đua luôn được tổ chức ở trường đua Circuito de Jerez-Angel Nieto
Tay đua chiến thắng nhiều nhất (tính ở tất cả các thể thức) chính là Angel Nieto với 11 lần chiến thắng, Angel Nieto đã được đặt tên cho trường đua Jerez.
Năm 2020: Do ảnh hưởng của đại dịch Covid-19 mà chặng đua trở thành chặng đua mở màn của mùa giải. Tay đua khi đó đang là đương kim vô địch Marc Marquez bị chấn thương nặng phải nghỉ thi đấu tất cả các chặng đua còn lại, còn Fabio Quartararo có chiến thắng thể thức MotoGP đầu tiên trong sự nghiệp.
Năm 2021, ở thể thức MotoGP Quartararo bị chấn thương arm-pump khi đang dẫn đầu nên bị mất chiến thắng vào tay Jack Miller.

## Kết quả theo năm
| Năm  | Trường đua | MotoE              | MotoE    | Moto3         | Moto3 | Moto2                 | Moto2 | MotoGP           | MotoGP | Chi tiết |
| Năm  | Trường đua | Tay đua            | Xe       | Tay đua       | Xe    | Tay đua               | Xe    | Tay đua          | Xe     | Chi tiết |
| ---- | ---------- | ------------------ | -------- | ------------- | ----- | --------------------- | ----- | ---------------- | ------ | -------- |
| 2021 | Jerez      | Alessandro Zaccone | Energica | Pedro Acosta  | KTM   | Fabio Di Giannantonio | Kalex | Jack Miller      | Ducati | Chi tiết |
| 2020 | Jerez      | Eric Granado       | Energica | Albert Arenas | KTM   | Luca Marini           | Kalex | Fabio Quartararo | Yamaha | Chi tiết |

| Năm  | Trường đua | Moto3             | Moto3     | Moto2                | Moto2    | MotoGP             | MotoGP | Chi tiết |
| Năm  | Trường đua | Tay đua           | Xe        | Tay đua              | Xe       | Tay đua            | Xe     | Chi tiết |
| ---- | ---------- | ----------------- | --------- | -------------------- | -------- | ------------------ | ------ | -------- |
| 2019 | Jerez      | Niccolò Antonelli | Honda     | Lorenzo Baldassarri  | Kalex    | Marc Márquez       | Honda  | Report   |
| 2018 | Jerez      | Philipp Öttl      | KTM       | Lorenzo Baldassarri  | Kalex    | Marc Márquez       | Honda  | Report   |
| 2017 | Jerez      | Arón Canet        | Honda     | Álex Márquez         | Kalex    | Dani Pedrosa       | Honda  | Report   |
| 2016 | Jerez      | Brad Binder       | KTM       | Sam Lowes            | Kalex    | Valentino Rossi    | Yamaha | Report   |
| 2015 | Jerez      | Danny Kent        | Honda     | Jonas Folger         | Kalex    | Jorge Lorenzo      | Yamaha | Report   |
| 2014 | Jerez      | Romano Fenati     | KTM       | Mika Kallio          | Kalex    | Marc Márquez       | Honda  | Report   |
| 2013 | Jerez      | Maverick Viñales  | KTM       | Esteve Rabat         | Kalex    | Dani Pedrosa       | Honda  | Report   |
| 2012 | Jerez      | Romano Fenati     | FTR Honda | Pol Espargaró        | Kalex    | Casey Stoner       | Honda  | Report   |
| Năm  | Trường đua | 125cc             | 125cc     | Moto2                | Moto2    | MotoGP             | MotoGP | Chi tiết |
| Năm  | Trường đua | Tay đua           | Xe        | Tay đua              | Xe       | Tay đua            | Xe     | Chi tiết |
| 2011 | Jerez      | Nicolás Terol     | Aprilia   | Andrea Iannone       | Suter    | Jorge Lorenzo      | Yamaha | Report   |
| 2010 | Jerez      | Pol Espargaró     | Derbi     | Toni Elías           | Moriwaki | Jorge Lorenzo      | Yamaha | Report   |
| Năm  | Trường đua | 125 cc            | 125 cc    | 250 cc               | 250 cc   | MotoGP             | MotoGP | Chi tiết |
| Năm  | Trường đua | Tay đua           | Xe        | Tay đua              | Xe       | Tay đua            | Xe     | Chi tiết |
| 2009 | Jerez      | Bradley Smith     | Aprilia   | Hiroshi Aoyama       | Honda    | Valentino Rossi    | Yamaha | Report   |
| 2008 | Jerez      | Simone Corsi      | Aprilia   | Mika Kallio          | KTM      | Dani Pedrosa       | Honda  | Report   |
| 2007 | Jerez      | Gábor Talmácsi    | Aprilia   | Jorge Lorenzo        | Aprilia  | Valentino Rossi    | Yamaha | Report   |
| 2006 | Jerez      | Álvaro Bautista   | Aprilia   | Jorge Lorenzo        | Aprilia  | Loris Capirossi    | Ducati | Report   |
| 2005 | Jerez      | Marco Simoncelli  | Aprilia   | Dani Pedrosa         | Honda    | Valentino Rossi    | Yamaha | Report   |
| 2004 | Jerez      | Marco Simoncelli  | Aprilia   | Roberto Rolfo        | Honda    | Sete Gibernau      | Honda  | Report   |
| 2003 | Jerez      | Lucio Cecchinello | Aprilia   | Toni Elías           | Aprilia  | Valentino Rossi    | Honda  | Report   |
| 2002 | Jerez      | Lucio Cecchinello | Aprilia   | Fonsi Nieto          | Aprilia  | Valentino Rossi    | Honda  | Report   |
| Năm  | Trường đua | 125 cc            | 125 cc    | 250 cc               | 250 cc   | 500 cc             | 500 cc | Chi tiết |
| Năm  | Trường đua | Tay đua           | Xe        | Tay đua              | Xe       | Tay đua            | Xe     | Chi tiết |
| 2001 | Jerez      | Masao Azuma       | Honda     | Daijiro Kato         | Honda    | Valentino Rossi    | Honda  | Report   |
| 2000 | Jerez      | Emilio Alzamora   | Honda     | Ralf Waldmann        | Aprilia  | Kenny Roberts, Jr. | Suzuki | Report   |
| 1999 | Jerez      | Masao Azuma       | Honda     | Valentino Rossi      | Aprilia  | Àlex Crivillé      | Honda  | Report   |
| 1998 | Jerez      | Kazuto Sakata     | Aprilia   | Loris Capirossi      | Aprilia  | Àlex Crivillé      | Honda  | Report   |
| 1997 | Jerez      | Valentino Rossi   | Aprilia   | Ralf Waldmann        | Honda    | Àlex Crivillé      | Honda  | Report   |
| 1996 | Jerez      | Haruchika Aoki    | Honda     | Max Biaggi           | Aprilia  | Michael Doohan     | Honda  | Report   |
| 1995 | Jerez      | Haruchika Aoki    | Honda     | Tetsuya Harada       | Yamaha   | Alberto Puig       | Honda  | Report   |
| 1994 | Jerez      | Kazuto Sakata     | Aprilia   | Jean-Philippe Ruggia | Aprilia  | Michael Doohan     | Honda  | Report   |
| 1993 | Jerez      | Kazuto Sakata     | Honda     | Tetsuya Harada       | Yamaha   | Kevin Schwantz     | Suzuki | Report   |
| 1992 | Jerez      | Ralf Waldmann     | Honda     | Loris Reggiani       | Aprilia  | Michael Doohan     | Honda  | Report   |
| 1991 | Jerez      | Noboru Ueda       | Honda     | Helmut Bradl         | Honda    | Michael Doohan     | Honda  | Report   |
| 1990 | Jerez      | Jorge Martínez    | JJ Cobas  | John Kocinski        | Yamaha   | Wayne Gardner      | Honda  | Report   |

| Năm  | Trường đua | 80 cc              | 80 cc      | 125 cc             | 125 cc     | 250 cc         | 250 cc   | 500 cc          | 500 cc | Chi tiết |
| Năm  | Trường đua | Tay đua            | Xe         | Tay đua            | Xe         | Tay đua        | Xe       | Tay đua         | Xe     | Chi tiết |
| ---- | ---------- | ------------------ | ---------- | ------------------ | ---------- | -------------- | -------- | --------------- | ------ | -------- |
| 1989 | Jerez      | Herri Torrontegui  | Krauser    | Àlex Crivillé      | JJ Cobas   | Luca Cadalora  | Yamaha   | Eddie Lawson    | Honda  | Report   |
| 1988 | Jarama     | Stefan Dörflinger  | Krauser    | Jorge Martínez     | Derbi      | Sito Pons      | Honda    | Kevin Magee     | Yamaha | Report   |
| 1987 | Jerez      | Jorge Martínez     | Derbi      | Fausto Gresini     | Garelli    | Martin Wimmer  | Yamaha   | Wayne Gardner   | Honda  | Report   |
| 1986 | Jarama     | Jorge Martínez     | Derbi      | Fausto Gresini     | Garelli    | Carlos Lavado  | Yamaha   | Wayne Gardner   | Honda  | Report   |
| 1985 | Jarama     | Jorge Martínez     | Derbi      | Pier Paolo Bianchi | Morbidelli | Carlos Lavado  | Yamaha   | Freddie Spencer | Honda  | Report   |
| 1984 | Jarama     | Pier Paolo Bianchi | Huvo-Casal | Ángel Nieto        | Garelli    | Sito Pons      | JJ Cobas | Eddie Lawson    | Yamaha | Report   |
| Năm  | Trường đua | 50 cc              | 50 cc      | 125 cc             | 125 cc     | 250 cc         | 250 cc   | 500 cc          | 500 cc | Chi tiết |
| Năm  | Trường đua | Tay đua            | Xe         | Tay đua            | Xe         | Tay đua        | Xe       | Tay đua         | Xe     | Chi tiết |
| 1983 | Jarama     | Eugenio Lazzarini  | Garelli    | Ángel Nieto        | Garelli    | Hervé Guilleux | Kawasaki | Freddie Spencer | Honda  | Report   |

| Năm  | Trường đua | 50 cc                | 50 cc             | 125 cc              | 125 cc     | 250 cc            | 250 cc          | 350 cc            | 350 cc     | 500 cc            | 500 cc     | Chi tiết |
| Năm  | Trường đua | Tay đua              | Xe                | Tay đua             | Xe         | Tay đua           | Xe              | Tay đua           | Xe         | Tay đua           | Xe         | Chi tiết |
| ---- | ---------- | -------------------- | ----------------- | ------------------- | ---------- | ----------------- | --------------- | ----------------- | ---------- | ----------------- | ---------- | -------- |
| 1982 | Jarama     | Stefan Dörflinger    | Kreidler          | Ángel Nieto         | Garelli    | Carlos Lavado     | Yamaha          |                   |            | Kenny Roberts     | Yamaha     | Report   |
| 1981 | Jarama     | Ricardo Tormo        | Bultaco           | Ángel Nieto         | Minarelli  | Anton Mang        | Kawasaki        |                   |            |                   |            | Report   |
| 1980 | Jarama     | Eugenio Lazzarini    | Iprem             | Pier Paolo Bianchi  | Morbidelli | Kork Ballington   | Kawasaki        |                   |            | Kenny Roberts     | Yamaha     | Report   |
| 1979 | Jarama     | Eugenio Lazzarini    | Kreidler          | Ángel Nieto         | Minarelli  | Kork Ballington   | Kawasaki        | Kork Ballington   | Kawasaki   | Kenny Roberts     | Yamaha     | Report   |
| 1978 | Jarama     | Eugenio Lazzarini    | Kreidler          | Eugenio Lazzarini   | Morbidelli | Gregg Hansford    | Kawasaki        |                   |            | Pat Hennen        | Suzuki     | Report   |
| 1977 | Jarama     | Ángel Nieto          | Bultaco           | Pier Paolo Bianchi  | Morbidelli | Takazumi Katayama | Yamaha          | Michel Rougerie   | Yamaha     |                   |            | Report   |
| 1976 | Montjuich  | Ángel Nieto          | Bultaco           | Pier Paolo Bianchi  | Morbidelli | Gianfranco Bonera | Harley-Davidson | Kork Ballington   | Yamaha     |                   |            | Report   |
| 1975 | Jarama     | Ángel Nieto          | Kreidler          | Paolo Pileri        | Morbidelli | Walter Villa      | Harley-Davidson | Giacomo Agostini  | Yamaha     |                   |            | Report   |
| 1974 | Montjuich  | Henk van Kessel      | Van Veen Kreidler | Benjamin Grau       | Derbi      | John Dodds        | Yamaha          | Víctor Palomo     | Yamaha     |                   |            | Report   |
| 1973 | Jarama     | Jan de Vries         | Kreidler          | Chas Mortimer       | Yamaha     | John Dodds        | Yamaha          | Adu Celso-Santos  | Yamaha     | Phil Read         | MV Agusta  | Report   |
| 1972 | Montjuich  | Ángel Nieto          | Derbi             | Kent Andersson      | Yamaha     | Renzo Pasolini    | Aermacchi       | Bruno Kneubühler  | Yamaha     | Chas Mortimer     | Yamaha     | Report   |
| 1971 | Jarama     | Jan de Vries         | Kreidler          | Ángel Nieto         | Derbi      | Jarno Saarinen    | Yamaha          | Teuvo Länsivuori  | Yamaha     | Dave Simmonds     | Kawasaki   | Report   |
| 1970 | Montjuich  | Salvador Cañellas    | Derbi             | Ángel Nieto         | Derbi      | Kent Andersson    | Yamaha          | Angelo Bergamonti | MV Agusta  | Angelo Bergamonti | MV Agusta  | Report   |
| 1969 | Jarama     | Aalt Toersen         | Kreidler          | Cees van Dongen     | Suzuki     | Santiago Herrero  | Ossa            | Giacomo Agostini  | MV Agusta  | Giacomo Agostini  | MV Agusta  | Report   |
| 1968 | Montjuich  | Hans-Georg Anscheidt | Suzuki            | Salvador Cañellas   | Bultaco    | Phil Read         | Yamaha          |                   |            | Giacomo Agostini  | MV Agusta  | Report   |
| 1967 | Montjuich  | Hans-Georg Anscheidt | Suzuki            | Bill Ivy            | Yamaha     | Phil Read         | Yamaha          |                   |            |                   |            | Report   |
| 1966 | Montjuich  | Luigi Taveri         | Honda             | Bill Ivy            | Yamaha     | Mike Hailwood     | Honda           |                   |            |                   |            | Report   |
| 1965 | Montjuich  | Hugh Anderson        | Suzuki            | Hugh Anderson       | Suzuki     | Phil Read         | Yamaha          |                   |            |                   |            | Report   |
| 1964 | Montjuich  | Hans-Georg Anscheidt | Kreidler          | Luigi Taveri        | Honda      | Tarquinio Provini | Benelli         |                   |            |                   |            | Report   |
| 1963 | Montjuich  | Hans-Georg Anscheidt | Kreidler          | Luigi Taveri        | Honda      | Tarquinio Provini | Morini          |                   |            |                   |            | Report   |
| 1962 | Montjuich  | Hans-Georg Anscheidt | Kreidler          | Kunimitsu Takahashi | Honda      | Jim Redman        | Honda           |                   |            |                   |            | Report   |
| Năm  | Trường đua |                      |                   | 125 cc              | 125 cc     | 250 cc            | 250 cc          | 350 cc            | 350 cc     | 500 cc            | 500 cc     | Chi tiết |
| Năm  | Trường đua |                      |                   | Tay đua             | Xe         | Tay đua           | Xe              | Tay đua           | Xe         | Tay đua           | Xe         | Chi tiết |
| 1961 | Montjuich  |                      |                   | Tom Phillis         | Honda      | Gary Hocking      | MV Agusta       |                   |            |                   |            | Report   |
| 1955 | Montjuich  |                      |                   | Luigi Taveri        | MV Agusta  |                   |                 |                   |            | Reg Armstrong     | Gilera     | Report   |
| 1954 | Montjuich  |                      |                   | Tarquinio Provini   | Mondial    |                   |                 | Fergus Anderson   | Moto Guzzi | Dickie Dale       | MV Agusta  | Report   |
| 1953 | Montjuich  |                      |                   | Angelo Copeta       | MV Agusta  | Enrico Lorenzetti | Moto Guzzi      |                   |            | Fergus Anderson   | Moto Guzzi | Report   |
| 1952 | Montjuich  |                      |                   | Emilio Mendogni     | Morini     |                   |                 |                   |            | Leslie Graham     | MV Agusta  | Report   |
| 1951 | Montjuich  |                      |                   | Guido Leoni         | Mondial    |                   |                 | Tommy Wood        | Velocette  | Umberto Masetti   | Gilera     | Report   |
| 1950 | Montjuich  |                      |                   | Nello Pagani        |            |                   |                 | Tommy Wood        |            | Nello Pagani      |            | Report   |